# Championnat de Pologne de football 1932
Navigation
Édition précédente Édition suivante
La saison 1932 du championnat de Pologne est la onzième
saison de l'histoire de la compétition. Cette édition a été remportée par le KS Cracovia, devant le Pogoń Lvov.

## Les clubs participants
| Club                  | Ville    |
| --------------------- | -------- |
| Czarni Lvov           | Lvov     |
| Garbarnia Cracovie    | Cracovie |
| KS Cracovia           | Cracovie |
| Legia Varsovie        | Varsovie |
| LKS Łódź              | Lódź     |
| Pogoń Lvov            | Lvov     |
| Polonia Varsovie      | Varsovie |
| Ruch Chorzów          | Chorzów  |
| Warszawianka Varsovie | Varsovie |
| Warta Poznań          | Poznań   |
| Wisła Cracovie        | Cracovie |
| WKS Siedlce           | Siedlce  |

## Compétition

### Classement
| Rang | Équipe                | Pts | J  | G  | N | P  | Bp | Bc | Diff |
| ---- | --------------------- | --- | -- | -- | - | -- | -- | -- | ---- |
| 1    | KS Cracovia           | 29  | 22 | 12 | 5 | 5  | 55 | 30 | +25  |
| 2    | Pogoń Lvov            | 28  | 22 | 13 | 2 | 7  | 32 | 24 | +8   |
| 3    | Warta Poznań          | 27  | 22 | 13 | 1 | 8  | 55 | 37 | +18  |
| 4    | ŁKS Łódź              | 26  | 22 | 11 | 4 | 7  | 50 | 32 | +18  |
| 5    | Legia Varsovie        | 23  | 22 | 10 | 3 | 9  | 37 | 25 | +12  |
| 6    | Wisła Cracovie        | 22  | 22 | 9  | 4 | 9  | 37 | 42 | -5   |
| 7    | Ruch Chorzów          | 20  | 22 | 8  | 4 | 10 | 33 | 35 | -2   |
| 8    | Warszawianka Varsovie | 20  | 22 | 8  | 4 | 10 | 27 | 47 | -20  |
| 9    | WKS Siedlce (P)       | 19  | 22 | 7  | 5 | 10 | 36 | 47 | -11  |
| 10   | Garbarnia Cracovie    | 18  | 22 | 7  | 4 | 11 | 39 | 43 | -4   |
| 11   | Czarni Lvov           | 16  | 22 | 6  | 4 | 12 | 24 | 39 | -15  |
| 12   | Polonia Varsovie      | 16  | 22 | 6  | 4 | 12 | 27 | 51 | -24  |

| Légende | Légende               |
| ------- | --------------------- |
|         | Champion de Pologne   |
|         | Relégation en Klasa A |
|         | (P) : Promu           |

## Meilleurs buteurs
| # | Joueur                 | Équipe         | Buts |
| - | ---------------------- | -------------- | ---- |
| 1 | Kajetan Kryszkiewicz   | Warta Poznań   | 16   |
| 2 | Henryk Herbstreit (pl) | ŁKS Łódź       | 13   |
|   | Władysław Król (pl)    | ŁKS Łódź       | 13   |
|   | Fryderyk Scherfke      | Warta Poznań   | 13   |
|   | Artur Woźniak          | Wisła Cracovie | 13   |